# Le Roi des roses
Pour plus de détails, voir Fiche technique et Distribution.
Le Roi des roses (Der Rosenkönig) est un film ouest-allemand, français et portugais réalisé par Werner Schroeter en 1984 et sorti en 1986.
Il s'agit du dernier film de l'actrice Magdalena Montezuma pour qui le film a été écrit. Déjà malade au moment du tournage, elle meurt trois semaines après sa fin.

## Fiche technique
- Titre original : Der Rosenkönig
- Titre français : Le Roi des roses
- Réalisation : Werner Schroeter
- Scénario : Magdalena Montezuma, Werner Schroeter d'après Edgar Allan Poe
- Direction artistique : [directeur artistique]
- Décors : Isabel Branco, Rita Azevedo Gomes
- Photographie : Elfi Mikesch, Wolfgang Pilgrim
- Son : Vasco Pimentel, Joaquim Pinto
- Montage : Juliane Lorenz
- Production : Paulo Branco, Udo Heiland
- Société(s) de production : Werner Schroeter Filmproduktion, Juliane Lorenz Filmproduktion, Futra Film
- Pays d'origine :  Allemagne de l'Ouest |  Portugal |  France |  Pays-Bas
- Langue originale : Allemand, Français, Anglais, Italien, Espagnol, Portugais, Arabe
- Format : couleur — 35mm — 1.66 : 1 — mono
- Genre : drame
- Durée : 103 minutes
- Dates de sortie :
  - Allemagne de l'Ouest : Mars 1986
  - Portugal : 26 mars 1986

## Distribution
- Magdalena Montezuma : Anna, la mère
- Mostéfa Djadjam : Albert
- Antonio Orlando : Fernando